# Луций Ноний Аспренат (консул-суффект 6 года)
Лу́ций Но́ний Аспрена́т (лат. Lucius Nonius Asprenas; родился около 30 года до н. э. — умер после 20 года) — римский военачальник и политический деятель из плебейского рода Нониев, консул-суффект 6 года.

## Биография
Луций Ноний приходился сыном близкому другу императора Августа, носившему такое же имя, и Квинтилии, сестре Публия Квинтилия Вара. Брат Секста Нония Квинтилиана, ординарного консула 8 года.
О детстве и юности Аспрената практически ничего не известно, кроме одного эпизода, описанного Светонием:
Устраивал он [Август] не раз и Троянские игры с участием старших и младших мальчиков, чтобы они по славному древнему обычаю показали себя достойными своих благородных предков. Когда в этой потехе упал и разбился Ноний Аспренат, он подарил ему золотое ожерелье и позволил ему и его потомкам именоваться Торкватами.
В 4 году до н. э. Аспренат служил военным трибуном в Сирии под началом своего дяди Публия Квинтилия Вара. 1 июля 6 года был назначен консулом-суффектом вместо Луция Аррунция. В 7—9 годах Аспренат, уже в качестве легата, снова служил под командованием Вара, бывшего в то время пропретором Германии. В сентябре 9 года, когда Вар потерпел поражение и погиб в Тевтобургском лесу в битве с германцами, Аспренат находился в Могонтиакуме с двумя легионами (I Германский легион и V легион Жаворонков). Услышав новости о катастрофе, он во главе обоих легионов стремительно выдвинулся вниз по Рейну, чтобы защитить зимние лагеря и спасти выживших в битве. Благодаря энергичным и смелым действиям Аспренат сумел добиться поставленных целей и не допустить распространения восстания на левый берег Рейна. Впоследствии, однако, Аспрената обвиняли в присвоении имущества погибших. Впрочем, эти обвинения никак не повлияли на его дальнейшую карьеру.
В 14—15 годах Луций Ноний Аспренат занимал должность проконсула Африки. В 14 году на подконтрольных ему островах Керкенна был убит Семпроний Гракх, сосланный туда 14 лет назад за прелюбодеяние с Юлией Старшей. Хотя Тацит и подразумевает, что убийцы действовали по прямому приказу Тиберия, вместе с тем он приводит альтернативную версию, согласно которой убийцы были посланы «не из Рима, а Луцием Аспренатом ….. по приказанию Тиберия, который тщетно рассчитывал, что ответственность за это убийство молва возложит на Аспрената».
По окончании проконсульского срока возглавлял curatores locorum publicorum iudicandorum — коллегию, отвечавшую за строительство общественных зданий в Риме.
В 20 году, после суда над Гнеем Кальпурнием Пизоном, обвинённым в отравлении Германика, Марк Валерий Мессала Мессалин предложил в сенате выразить благодарность за наказание виновных в смерти Германика членам его семьи: Тиберию, Ливии Августе, Антонии Младшей, Агриппине Старшей и Друзу Младшему, но при этом не упомянул Клавдия. Тогда Аспренат публично задал ему вопрос, намеренно ли он пропустил имя Клавдия, после чего оно было, наконец, внесено в благодарственный список.
Состоял в жреческой коллегии эпулонов (лат. Septemviri Epulonum).

## Семья
Луций Ноний Аспренат был женат на Кальпурнии, дочери консула 15 года до н. э. Луция Кальпурния Пизона Цезонина (Понтифика).
Имел троих детей:
- Луций Ноний Аспренат, консул-суффект 29 года
- Публий Ноний Аспренат, консул 38 года
- Ноний Аспренат Кальпурний Торкват